# بيوت المقإبر (العدين)

تعديل مصدري - تعديل

بيوت المقابر محلة تابعة لقرية جرين اعلى، التابعة لعزلة خباز بمديرية العدين إحدى مديريات محافظة إب في الجمهورية اليمنية.، بلغ تعداد سكانها 34 حسب تعداد اليمن لعام 2004.